# Real Oviedo 2019-2020
Questa voce raccoglie le informazioni riguardanti il Real Oviedo nelle competizioni ufficiali della stagione 2019-2020.

## Maglie e sponsor[1]
| Casa | Trasferta | Terza divisa |

Sponsor ufficiale: nessuno
Fornitore tecnico: Adidas

## Rosa
Rosa aggiornata al 17 settembre 2019.
| N. |                    | Ruolo | Calciatore             |
| -- | ------------------ | ----- | ---------------------- |
| 1  | Spagna (bandiera)  | P     | Alfonso Herrero        |
| 2  | Islanda (bandiera) | D     | Diegui                 |
| 3  | Spagna (bandiera)  | D     | Alejandro Arribas      |
| 5  | Spagna (bandiera)  | D     | Javi Fernández         |
| 6  | Spagna (bandiera)  | D     | Carlos Hernández       |
| 7  | Spagna (bandiera)  | C     | Omar Ramos             |
| 8  | Spagna (bandiera)  | C     | Marco Sangalli         |
| 9  | Spagna (bandiera)  | A     | Joselu                 |
| 10 | Spagna (bandiera)  | A     | Saúl Berjón (capitano) |
| 11 | Panama (bandiera)  | C     | Joel Bárcenas          |
| 12 | Spagna (bandiera)  | D     | Juanjo Nieto           |

| N. |                      | Ruolo | Calciatore          |
| -- | -------------------- | ----- | ------------------- |
| 13 | Argentina (bandiera) | P     | Nereo Champagne     |
| 14 | Spagna (bandiera)    | C     | Jimmy               |
| 15 | Spagna (bandiera)    | A     | Alfredo Ortuño      |
| 17 | Senegal (bandiera)   | A     | Ibrahima Baldé      |
| 18 | Spagna (bandiera)    | D     | Christian Fernández |
| 19 | Spagna (bandiera)    | C     | Borja Sánchez       |
| 20 | Spagna (bandiera)    | C     | Sergio Tejera       |
| 21 | Spagna (bandiera)    | C     | Lolo González       |
| 22 | Spagna (bandiera)    | C     | Edu Cortina         |
| 23 | Spagna (bandiera)    | D     | Mossa               |
| 24 | Spagna (bandiera)    | D     | Lucas Ahijado       |